# Diga di Hindiya
La diga di Hindiya è una diga dell'Iraq sul fiume Eufrate a sud della città di Musayyib nel Governatorato di Babil. Fu progettata dall'ingegnere civile britannico William Willcocks a causa dell'insabbiamento del ramo Hillah dell'Eufrate. La costruzione della diga, con una lunghezza di 250 metri iniziò nel 1911 e terminò nel 1913. Tra il 1984 e il 1989 è stata costruita una nuova diga a vari chilometri a monte per rimpiazzare la vecchia diga di Hindiya.

## Storia
Fino al 1875 l'Eufrate si divideva in due canali a sud della città di Musayyib; il canale occidentale prendeva il nome di Hindiya e quello orientale di Hillah. A causa dei cambiamenti nella gestione del sistema Tigri e Eufrate vi furono nel 1875 varie inondazioni a valle di Fallujah. A causa di queste inondazioni il ramo Hindiya incrementò la portata, mentre il ramo Hillah cominciò ad insabbiarsi. Nel 1909 la portata dell'Hillah si ridusse a 300 m3/s, rispetto ai 2000 m3/s di 50 anni prima. Poiché la città di Hillah si trova sul ramo Hillah e ne dipende per l'agricoltura, fu costruita una grossa diga di terra per incrementare il livello dell'acqua dell'Eufrate e così incrementare la portata nel ramo Hillah. Tuttavia l'insabbiamento dell'Hillah continuò e alla fine la diga fu distrutta dal continuo incremento della portata dell'Eufrate nell'Hindiya. Nel 1908 il governo ottomano invitò alcune aziende per costruire una nuova diga basata sui piani rivoluzionari di un ingegnere Francese, ma nessuna compagnia accettò il contratto.

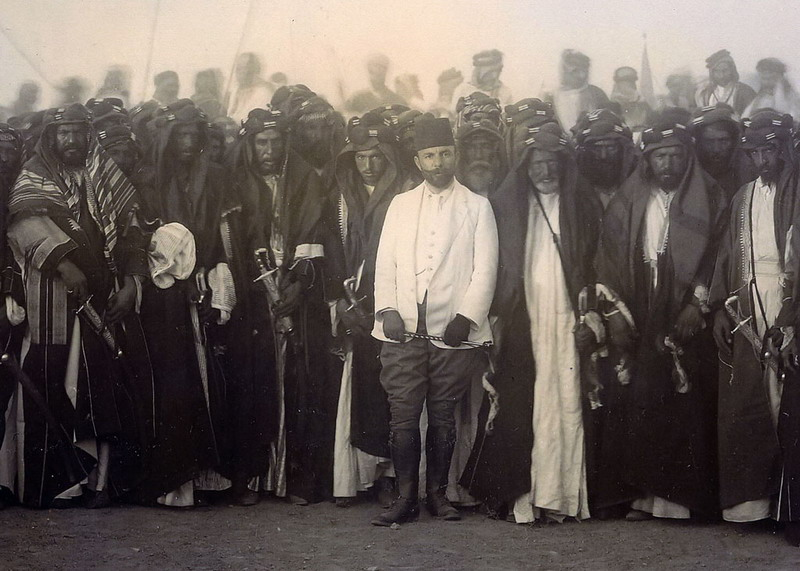
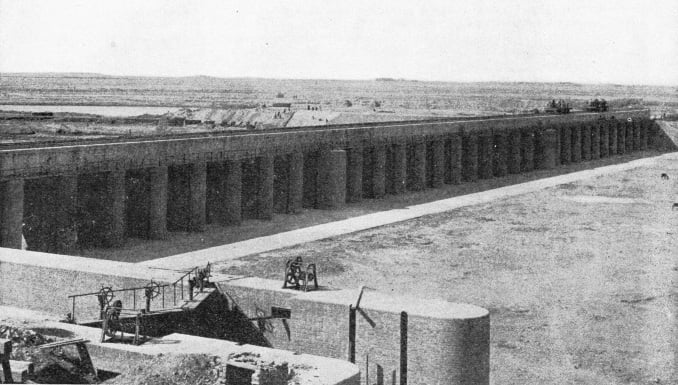
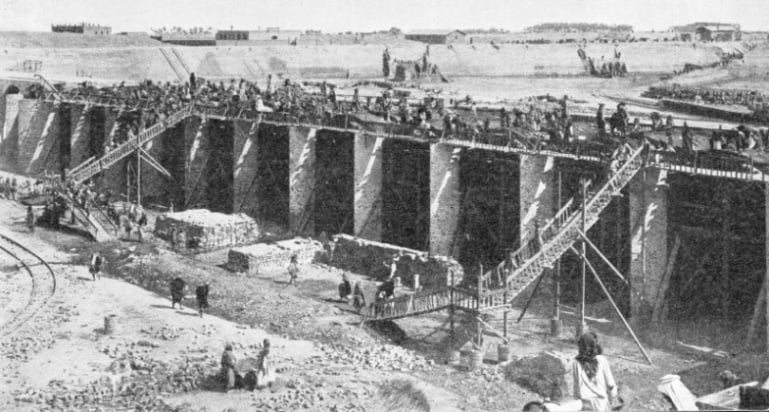
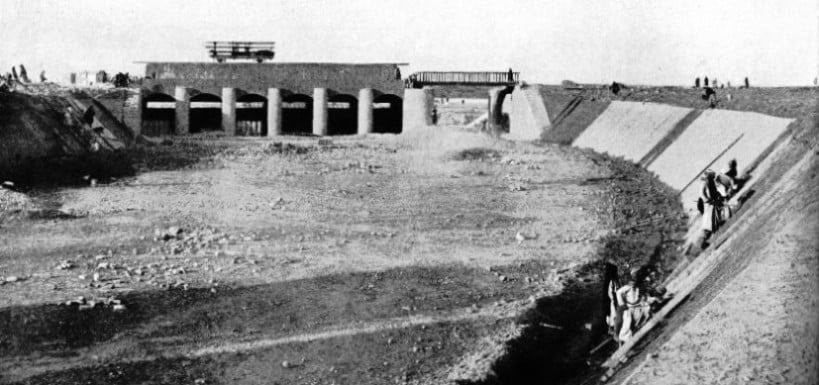

Dopo la Rivoluzione dei Giovani Turchi e la ristrutturazione del governo ottomano nel 1908 fu chiamato l'ingegnere William Willcocks grazie al suo lavoro per la diga di Assuan in Egitto. Fu incaricato di un progetto riguardante l'irrigazione del basso Iraq comprendente si il Tigri che l'Eufrate. Willcocks suggerì di utilizzare la depressione del Lago Habbaniyah e di Abu Dibis come riserve per gli eccessi delle inondazioni dell'Eufrate così come la nuova diga di Hindiya così che la terra attorno a Hillah potesse essere irrigata. Fu completata solo questa diga prima della Seconda guerra mondiale.

## Costruzione
La diga fu costruita a monte della vecchia diga e vicino all'attuale letto del ramo Hindiya dal 1911 al 1913. Fu scavato un nuovo letto fluviale e inondato prima del completamento della diga così da poterla costruire. Poiché la diga si trovava a monte della diramazione verso l'Hillah fu costruito una nuova diramazione. Il lavoro fu supervisionato da Willcocks e diretto dall'ingegner John Jackson. La diga è lunga 250 m e ha 36 aperture larghe 5m. Include una chiusa per il passaggio delle navi. La diga fu restaurata nel 1927. Dopo il completamento della diga, la vecchia diga rimase, anche se impediva il passaggio delle navi a monte poiché non si era sicuri che la nuova diga funzionasse.

## Nuova diga
Tra il 1984 e il 1989 una compagnia cinese costruì una nuova diga vicino a Musayyib per rimpiazzare la vecchia diga di Hindiya per 240 milioni di dollari. Questo progetto include una centrale idroelettrica, chiuse, un passaggio per pesci e sei ponti sull'Eufrate.